# Broumovské stěny
Národní přírodní rezervace Broumovské stěny (německy Falkengebirge, také Braunauer Wände nebo Sterngebirge,  polsky Broumowskie Ściany) byla vyhlášena v roce 1956 na rozloze 638 ha k ochraně krajinářsky významného nesouměrného hřbetu (kuesta) Broumovských stěn s řadou skalních měst. Nalézá se asi 4 km západně od města Broumov v okrese Náchod v Královéhradeckém kraji v turistickém regionu Kladské pomezí.
Broumovské stěny z kvádrových pískovců středního turonu tvoří přirozenou hranici mezi Polickem a samotnou Broumovskou kotlinou. V závislosti na úklonu vrstev jsou svahy směrem do Polické pánve mírné, zato k severovýchodu do rovinaté Broumovské kotliny spadá hřeben stěnami.
V roce 2009 bylo území NPR Broumovských stěn (o původní celkové výměře 1179,40 ha), které zasahovalo do katastru Police nad Metují, vyčleněno do nově zřízené národní přírodní památky Polické stěny.

## Geografie a geologie

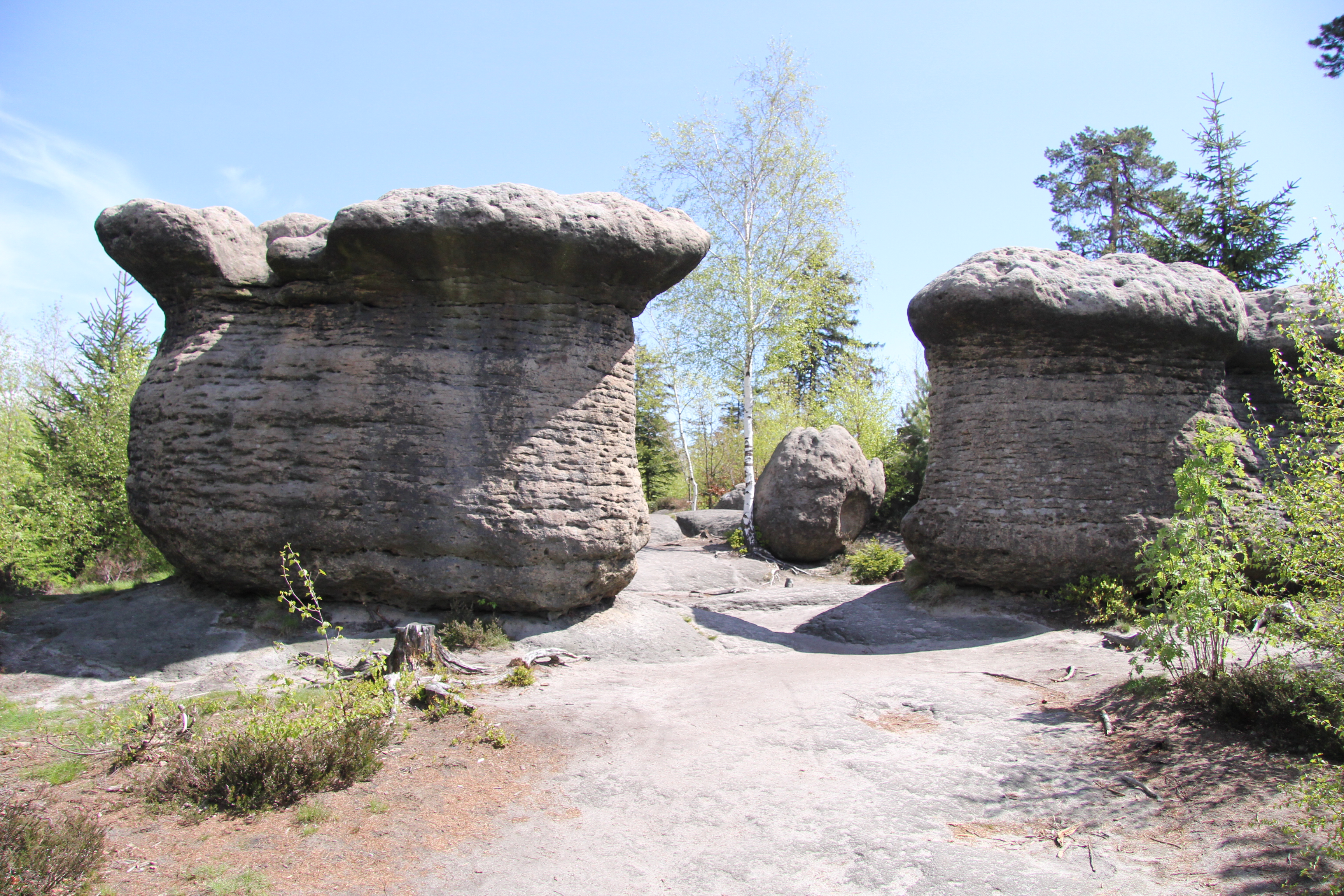
Skalní hřiby u Čertovy tchyně

Severní polovina Broumovských stěn se jeví jako jednoduchý a úzký asymetrický hřbet (typická kuesta), který od výrazného Honského Špičáku (652 metrů) přechází na jihovýchodě přes Strážnou horu (688 metrů) a Loučnou horu (647 metrů) do mírné ploché sníženiny u obce Slavný. V průběhu celého hřbetu jsou v nejvyšších částech kolmé a převislé skalní stěny, v některých partiích až 50 m vysoké (Strážní hora, Hvězda, Supí hnízdo aj.). Mírně ukloněné svahy k jihozápadu jsou členěné několika hlubokými a dlouhými skalními kaňony. Nejznámější z nich je Kovářova rokle. V blokových akumulacích se nacházejí pseudokrasové jeskyně, protékané podzemním tokem (suťové jeskyně). Podobný ráz mají i některé další dlouhé rokle (Hruškova, Hájkova apod.), které rovněž odvodňují jihozápadní svahy Broumovských stěn směrem na řeku Metuji. I severovýchodní svahy jsou členěné skalními roklemi se stejně divokou modelací, ty však vzhledem k prudkým svahům tohoto úbočí mají jen krátký průběh. V jejich dnech, zahlcených mocnými blokovými sutěmi, se nacházejí podzemní systémy pseudokrasových suťových jeskyní, z nichž jeskyně ”Pod Luciferem” je svou délkou 395 m nejdelší a nejrozsáhlejší jeskyní v Broumovských stěnách.

Jižní polovina Broumovských stěn od obce Slavný až po sedlo Machovský kříž na jihovýchodě nabývá složitější morfologii. Vlivem zvětšené frekvence tektonických poruch má zde terén podobu rozsáhlých pískovcových strukturních plošin s výrazným uplatněním pseudokrasového reliéfu. Na jihozápadě je to plošina Signálu (708 metrů), příkře spadající do údolí Židovky a k zdrojnicím Bělského potoka. Okraje i povrch plošiny jsou modelovány pestrými tvary selektivního zvětrávání pískovců i svahovými gravitačními pohyby a jsou rozčleněné roklemi a soutěskami i do menších skalních měst. 

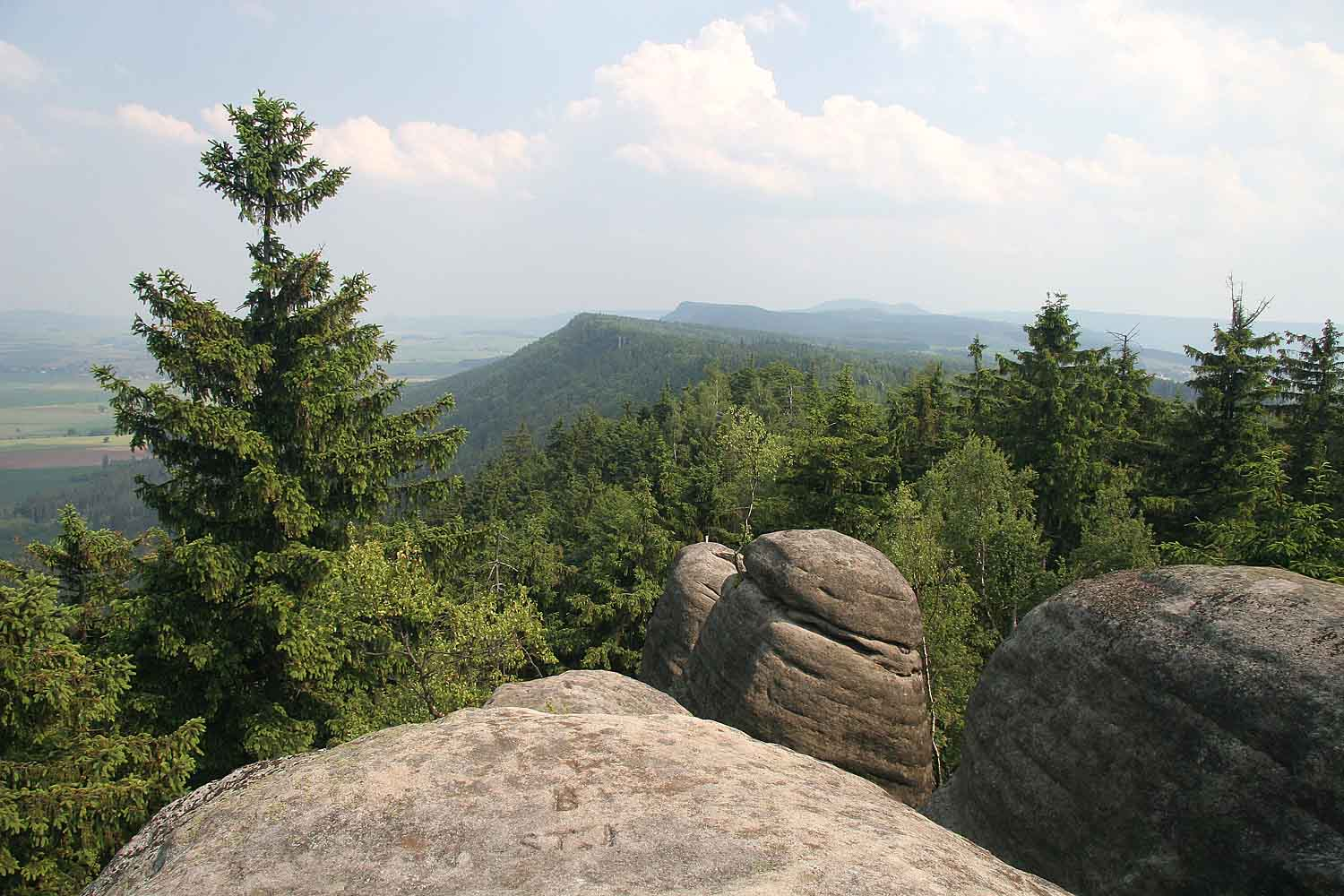
Supí hnízdo v Broumovských stěnách

Plošina Božanovského Špičáku (781 metrů) je nejvyšší částí celých Broumovských stěn. Má rovněž velmi bohatou a pestrou pseudokrasovou modelaci s uplatněním selektivního zvětrávání a gravitačních procesů. Je také známa výskytem velkého počtu tzv. skalních hřibů, dále i skalních mís a různých typů škrapů.
Poslední strukturní plošinou Broumovských stěn je pískovcové plató mezi vrcholy Velké kupy (713 metrů) a Koruny (772 metrů). Plošina výrazně vystupuje příkrými a vysokými srázy nad plochou Broumovskou kotlinu, opět s pestrou pseudokrasovou modelací.
Členitá morfologie především okrajů těchto strukturních plošin podmiňuje i početný výskyt podzemních prostor jeskynního až propasťovitého charakteru.
Česká část Stolových hor, která je zařazena v NPR Broumovské stěny, se nachází jihovýchodně od Machovského sedla. Geologicky a geomorfologicky je pokračováním Broumovských stěn. Polská část Stolových hor navazuje na Broumovské stěny a je součástí Národního parku Stolové hory. Nejvyšším vrcholem polské části je Velká Hejšovina (919 metrů).

## Flóra
Broumovské stěny se rozkládají v jedlobukovém až smrkobukovém vegetačním stupni. Podobně jako Adršpašsko-teplické skály jsou rozsáhlým a vegetačně pestrým celkem, v mnohém však odlišného charakteru.

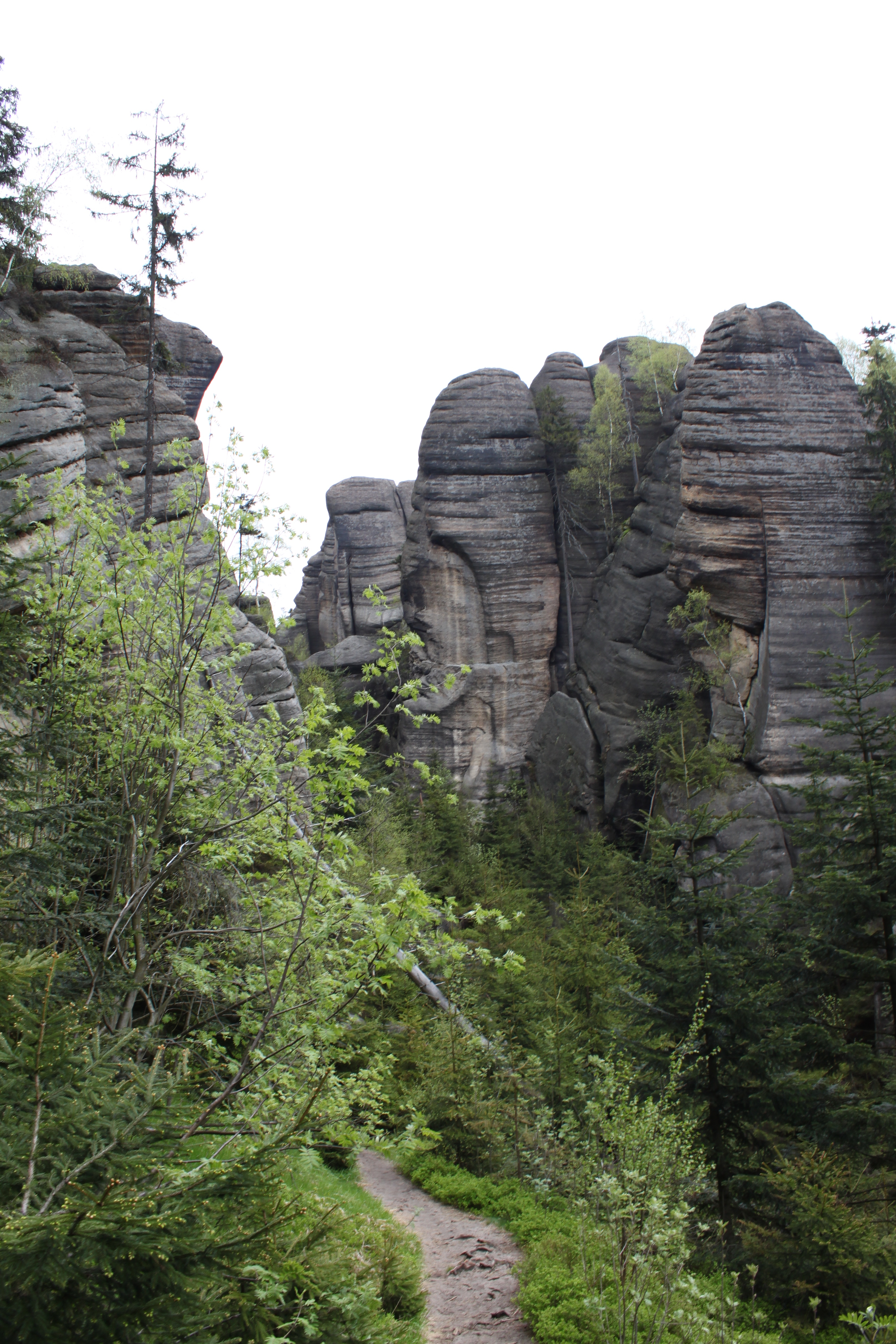
Kovářova rokle v Broumovských stěnách

Menší výraznost skalního fenoménu má za následek nižší zastoupení stanovišť reliktních borů a rovněž slabší výskyt rostlinných druhů provázejících inverzní polohy. Větší části území lze rekonstrukčně charakterizovat bučinami, acidofilními i květnatými. Zejména na severovýchodních prudkých svazích jsou místy zachovány klenové bučiny, v některých případech vysokého stáří a rázu přírodního lesa. Bylinné patro na kyselých stanovištích je zpravidla druhově chudé, tvoří je zejména metlička křivolaká (Avenella flexuosa), brusnice borůvka (Vaccinium myrtillus), brusinka obecná (Rhodococcus vitis-idaea), vřes obecný (Calluna vulgaris), na vlhčích místech třtina chloupkatá (Calamagrostis villosa). V roklích a na vlhkých balvanitých sutích se vyskytují čípek objímavý (Streptopus amplexifolius), plavuň pučivá (Lycopodium annotinum), vranec jedlový (Huperzia selago), kapraď podobná (Dryopteris expansa). Vzácný je mléčivec alpský (Cicerbita alpina).
Pro květnaté bučiny jsou v území charakteristické kostřava lesní (Festuca altissima), bažanka vytrvalá (Mercurialis perennis), svízel vonný (Galium odoratum), pitulník horský (Galeobdolon montanum), ječmenka lesní (Hordelymus europaeus), řidčeji se vyskytují lilie zlatohlávek (Lilium martagon), kyčelnice devítilistá (Dentaria enneaphyllos) a kyčelnice cibulkonosná (Dentaria bulbifera). Na kamenitých svazích se vzácně objevuje kapradina laločnatá (Polystichum aculeatum) a v okolí pramenišť ostřice převislá (Carex pendula). V keřovém patře rostou zimolez černý (Lonicera nigra), krušina olšová (Frangula alnus), lýkovec jedovatý (Daphne mezereum) a vzácně růže převislá (Rosa pendulina).
Flóra mechorostů je ve srovnání s Adršpašsko-teplickými skalami druhově chudší, následkem menší členitosti území. Nejzajímavější druhy rostou v hlubokých roklích, např. v Kovářově rokli, odkud je znám výskyt poměrně vzácné kratušky vlasovité (Brachydontium trichodes). Bohaté mechové patro je vyvinuto především v klenových bučinách na severovýchodních svazích.

## Fauna

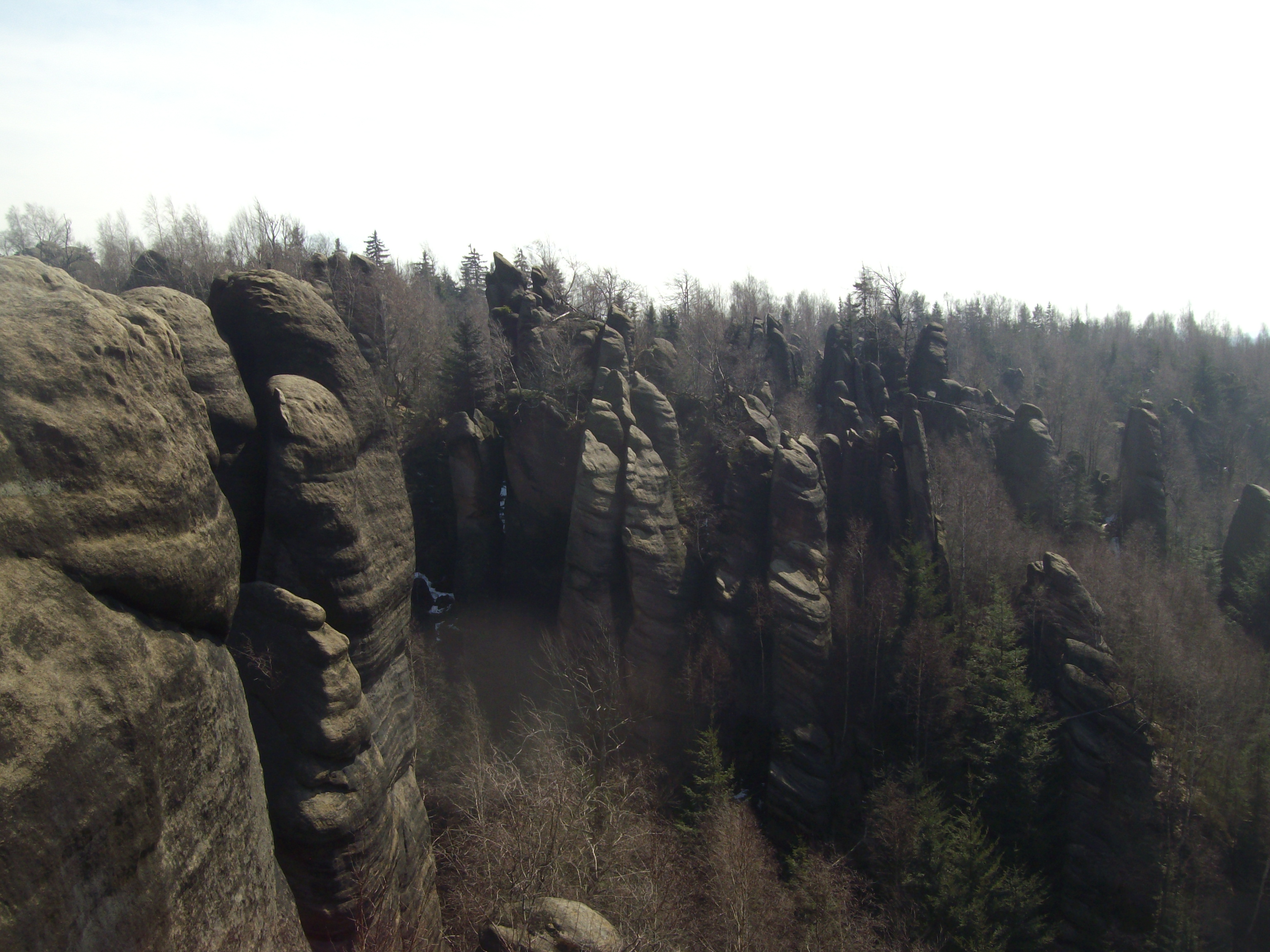
Broumovské stěny, Skalní divadlo

Broumovské stěny, Skalní divadlo

Z celkového počtu 54 druhů savců známých z oblasti bylo na Broumovských stěnách zjištěno 27. Ze vzácnějších se zde vyskytuje myšice temnopásá (Apodemus agrarius) a rejsek horský (Sorex alpinus). V okolí Božanova se vyskytuje plch velký (Glis glis) i plšík lískový (Muscardinus avellanarius). Broumovské stěny jsou bohatou lokalitou lovné zvěře, zvlášť jelení a černé. V těžko přístupných roklích nalézají ideální útočiště jezevec lesní (Meles meles) a liška obecná (Vulpes vulpes) i dalších drobných šelem. Relativně menší návštěvnost území a tím i větší klid dávají i větší příležitost k nerušenému hnízdění ptáků, mezi které patří např. krkavec velký (Corvus corax) a výr velký (Bubo bubo), kulíšek nejmenší (Glaucidium passerinum) a sýc rousný (Aegolius funereus). Z těchto důvodů byly také Broumovské stěny zvoleny jako vhodné místo pro vypouštění mladých sokolů stěhovavých (Falco peregrinus). Tento celostátní projekt reintrodukce tohoto druhu je v současnosti realizován.
Na zachovalé porosty listnáčů, zejména buků, je vázána celá řada druhů brouků, např. roháček bukový (Sinodendron cylindricum). Ze zajímavých nálezů je možno dále jmenovat velkého sekáče klepýtníka členěného (Ischyropsalis helwigii), v pískových osypech pod skalami lze často spatřit lapací jamky mravkolva obecného (Myrmeleon formicarius). Byl zde také nalezen glaciální relikt pavouk Bathyphantes similis, ačkoliv inverzní charakter zdejších roklí není tak výrazný jako v Teplických skalách. Dochovaly se zde i pralesovité porosty, kde ve dřevě padlých kmenů žije horský plž vrásenka pomezní (Discus ruderatus), zatímco na vlhká úpatí pronikla vlahovka karpatská (Monachoides vicinus).

## Lesnictví
V celkové skladbě porostů dnes převládá (asi 80 %) smrk ztepilý. Významně je zastoupena bříza, dále buk lesní, méně borovice lesní, javor klen a další listnáče, místy je vtroušena i jedle bělokorá. Introdukován byl modřín opadavý a v menší míře douglaska tisolistá. Modřín byl v nedávné době vysazován zejména na plochy po imisních a kůrovcových kalamitách na jihozápadních svazích.
Přírodní prostředí části NPR je narušeno činným lomem na pískovec, jehož dobývací prostory se v podobě dvou vysokých etáží nacházejí ve střední části svahu pod vrcholem Lopaty, ze tří čtvrtin obklopené terénem rezervace. Orgány státní ochrany přírody usilují o zastavení nevyhovující těžby a o rekultivaci celého prostoru.

## Historie

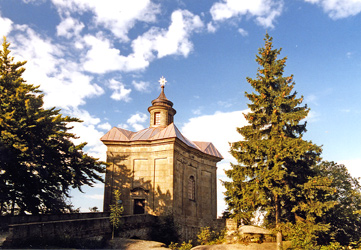
Kaple Panny Marie Sněžné na Hvězdě

Nejzajímavější partie Broumovských stěn jsou zpřístupněné hustou sítí turistických značených cest a stezek, které umožňují poměrně pohodlný průchod jinak těžko prostupného terénu.
Četné vyhlídkové vrcholy (Hvězda, Supí hnízdo, Koruna, Božanovský Špičák a další) poskytují výhledy nejen na blízký skalní terén a další okolí Policka a Broumovska, ale i k dalekým obzorům s charakteristickou konturou hřebenů Krkonoš, Sovích hor, Orlických a Bystřických hor a přes polskou Kladskou kotlinu až po vzdálený Králický Sněžník a Jeseníky.
Nejvíce navštěvovanou partií Broumovských stěn je Hvězda (671 metrů), která je i velkou křižovatkou turistických cest. Přitažlivostí tohoto místa je nejen výhled do Broumovské kotliny s pohraničními horami v pozadí, ale také známá barokní kaple, postavená v letech 1732–33 podle plánů Kiliána Ignáce Dientzenhofera a oblíbená turistická chata, postavená ve švýcarském slohu.
V těsné blízkosti Broumovských stěn u obce Suchý Důl mělo docházet v letech 1892–1895 ke 23 zjevením Panny Marie Suchodolské tehdy čtrnáctileté Kristině Ringlové. Církev nikdy (dodnes) tyto události neuznala.
Rezervací prochází rozvodí mezi Severním mořem a Baltským mořem.